# Istriotščina
Istriotščina (Lèngua Eîstriota) je romanski jezik italo-dalmatinske veje, ki ga govori približno 400 ljudi v jugozahodnem delu Istre, v Istrski županiji na Hrvaškem, zlasti v Rovinju in Vodnjanu. Ne smemo ga zamenjevati z istrobeneškim narečjem, ki je bil nekoč »lingua franca« v obmorskih istrskih mestih, ali s še manj sorodno istroromunščino, ki pripada vzhodnoromanskim jezikom.

## Razvrstitev
Istriotščina spada med romanske jezike. Razvrstitev jezika je sicer nejasna, obstaja več predlogov:
- Sorodna ladinščini. Po mnenju italijanskega jezikoslovca Mattea Bartolija se je ladinsko govorno območje do leta 1000 n. št. raztezalo od južne Istre do Furlanije in vzhodne Švice.[2]
- Samostojen severnoitalski jezik, ki ne pripada ne venetščini ne galoitalskim jezikom. Mnenje podpirata tudi jezikoslovca Tullio De Mauro in Maurizio Dardano.
- Različica retoromanskih jezikov po mnenju istriota Antonia Ive.[3]
- Samostojen jezik italodalmatske skupine.[4]
- Avtohtoni romanski jezik pod močnim vplivom beneških, furlanskih in slovanskih nadstratov po mnenju Mirka Deanovića.[3]
- Leta 2017 je Inštitut Maxa Plancka za znanost o zgodovini človeštva skupaj z dalmatinščino uvrstil istriotščino med dalmatinskoromanske jezike.[5]
- Istriotščina je bila v času Kraljevine Italije obravnavana kot poddialekt beneščine.

Govorci istriotščine so svoj jezik poimenovali po šestih mestih, v katerih se je jezik uporabljal. Današnje poimenovanje je v 19. stoletju skoval italijanski jezikoslovec Graziadio Isaia Ascoli.
Istriotščino govorijo tudi v nekaterih komunah Fertilije in Maristele na Sardiniji, kamor so se naselili istrski optanti.
Istriotščino govori le okrog 400 ljudi, kar jo uvršča med ogrožene jezike.